# 埃米利奥·卡普里莱
埃米利奥·卡普里莱（義大利語：Emilio Caprile，1928年9月30日—2020年3月5日），意大利男子足球运动员。他曾代表意大利参加1950年国际足联世界杯。他也曾参加1948年夏季奥林匹克运动会。